# XV ноября (футбольный клуб, Жау)
Спортивный клуб «XV ноября» (порт. Esporte Clube XV de Novembro) или XV Жау (порт. XV de Jaú) — бразильский футбольный клуб из Жау штата Сан-Паулу. Выступает во втором дивизионе чемпионата штата Сан-Паулу, четвёртом дивизионе футбольной лиге штата.

## История
Спортивный клуб «XV ноября» был основан 15 ноября 1924 года игроками Хосе Пиранье Собриньо, Эрминио Каппабианка и другими футболистами.
В 1951 году клуб стал победителем четвёртого дивизиона Бразилии победив в финале «Линенсе». После этого «XV ноября» провёл матч на вылет/повышение в классе против занявшего последнее место в Лига Паулиста «Жабакуара»; победив в первом матче, команда проиграла во второй встрече. В третьем матче «XV ноября» одержал над соперником победу и завоевал повышение в Лигу Паулиста. В 1976 году команда во второй раз стала победителем Серия B.
В 1979 году клуб впервые сыграл в рамках высшего дивизиона Серия A и по итогам сезона занял 56 место в таблице. Спустя три года, в 1982 году, «XV ноября» занял 20 место, опередив «Интернасьонал», «Крузейро» и «Атлетико Паранаэнсе». В 1988 году клуб выступал в третьем дивизионе, но вылетев на первой стадии турнира, занял последнее место в своей группе.

## Достижения
- Победитель второго дивизиона Лиги Паулисты (2): 1951, 1976